# Oris
Oris je naziv hrvatskog časopisa za arhitekturu i kulturu.

## Općenito
Oris – časopis za arhitekturu kulturu i izdavačka kuća Arhitekst utemeljeni su 1998. godine, a prvi broj časopisa objavljen je 2. ožujka 1999. godine.
Fokus magazina je prikaz arhitektonskih realizacija koje predstavljaju kulturni i strukovni doprinos. U jednakoj mjeri se prikazuju lokalne prakse (Hrvatska i Slovenija) te internacionalni projekti. Zagovara se arhitektonska izvrsnost koja postavlja strukovne standarde ali se istražuju i arhitektonski i urbanistički doprinosi koji na racionalan, pragmatičan i prikladan način doprinose gradu i životu zajednice.
Ambicija magazina je promocija istraživačke arhitektonske misli, te afirmacija arhitekture koja na produktivan način doprinosi društvenoj stvarnosti. U pristupu tematici, nastoji se ostvariti ravnoteža između precizne analize arhitektonskih artefakata i cjelovitog pristupa koji problematizira socijalne, ekonomske, tehničke i druge aspekte koji sudjeluju u fenomenologiji izgrađenog okoliša.
Uz arhitekturu, časopis prati i dizajn, vizualne umjetnosti i srodne discipline. Također, potiču se interdisciplinarni diskursi i rubna istraživanja koja arhitekturu vide u proširenom kontekstu. U sadržajnom smislu, nastoji se ostvariti tematska poveznica između što više rubrika unutar pojedinog broja, koliko to raspoloživi materijal dozvoljava.
Temeljni koncept osmislili su urednici Ante Nikša Bilić, Damir Fabijanić, Sanja Filep, Tadej Glažar, Vera Grimmer, Ante Rašić i Andrija Rusan.
Današnje uredništvo časopisa Oris čine Vera Grimmer (glavni urednik), Maroje Mrduljaš (odgovorni urednik), Ana Dana Beroš, Ante Nikša Bilić, Tadej Glažar, Alan Kostrenčić, Andrija Rusan (urednici) i Tamara Zamelli (izvršna urednica). 
Časopis je od 1. do 49. broja dizajnirao Studio Rašić, a od broja 50 Oris su redizajnirali Damir Bralić i Vanja Cuculić.
Uz izdavanje magazina Oris, tvrtka Arhitekst bavi se i produkcijom i organizacijom predavanja i izložbi, te izdavaštvom. Svakako najeksponiranije događanje u organizaciji Arhiteksta su Dani Orisa koji se organiziraju od 2000. godine kao dvodnevni simpozij s predavanjima istaknutih internacionalnih i lokalnih arhitekata. Dani Orisa su po koncepciji suplementarni magazinu, a izbor predavača i njihov odaziv rezultat je sve veće internacionalne „vidljivosti“ magazina te mreže suradnika i autora koju je Arhitekst tijekom godina izgradio. Dana Orisa održavaju se u Koncertnoj dvorani Vatroslav Lisinski pred auditorijem od 1850 posjetitelja. Uz Dane Orisa organiziraju se i nacionalni Dani Orisa: japanski, španjolski, finski, francuski, portugalski koji se održavaju u Zagrebu i Dubrovniku. Također, Dani Orisa imaju i svoje ljubljansko, a od 2009. i beogradsko izdanje. Pojedina predavanja s prethodnih Dana Orisa dostupna su na YouTube kanalu Oris Kuće arhitekture u sklopu programa Oris Online pokrenutog 2021. godine.

## Publikacije
- Randić & Turato “Arhitektura tranzicije”
- Oris ideja; katalog uz izložbu skica 1. i 2. izdanje
- Alvar Aalto - Arhitektura i čitanje, katalog izložbe (urednik: Andrija Rusan)
- Suvremena Hrvatska Arhitektura - Testiranje Stvarnosti (autori: Maroje Mrduljaš, Vedran Mimica, Andrija Rusan)
- Ivan Picelj, Izbor radova 1951. – 2006.; 1. posebno izdanje časopisa Oris (urednici: Andrija Rusan, Vera Grimmer, Tamara Zamelli, Ante Nikša Bilić, Tadej Glažar, Damir Fabijanić, Maroje Mrduljaš, Ante Rašić)
- Avantgarde und Kontinuitaet - Kroatien, Zagreb, Adria (urednici: Adolf Stiller, Vera Grimmer, Tadej Glažar, Maroje Mrduljaš, Andrija Rusan, Tamara Zamelli)
- Continuity of the Avant-Garde - Fragments of Croatian Architecture from Modernism to 2007 (urednici: Adolf Stiller, Vera Grimmer, Tadej Glažar, Maroje Mrduljaš, Andrija Rusan, Tamara Zamelli)
- Continuity of Modernity - Fragments of Croatian Architecture from Modernism to 2010 (urednici: Adolf Stiller, Vera Grimmer, Tadej Glažar, Maroje Mrduljaš, Andrija Rusan, Tamara Zamelli)
- Penezić & Rogina na Venecijanskom bijenalu/ at The Venetian Biennale 2008, 2. posebno izdanje časopisa Oris (urednik: Maroje Mrduljaš, izvršna urednica: Tamara Zamelli)
- Álvaro Siza - kapelica 'Zorkovac' Hrvatska, 2008/ Zorkovac Chapel, Croatia, 2008; katalog izložbe (urednik: Andrija Rusan, izvršna urednica: Tamara Zamelli)
- Dani Orisa 9, 3. posebno izdanje časopisa Oris (urednici: Vera Grimmer, Maroje Mrduljaš, Ana Dana Beroš, Ante Nikša Bilić, Matevž Čelik, Alan Kostrenčić, Andrija Rusan, Tamara Zamelli)
- Dani Orisa 10, 4. posebno izdanje časopisa Oris (urednici: Vera Grimmer, Maroje Mrduljaš, Ana Dana Beroš, Ante Nikša Bilić, Matevž Čelik, Alan Kostrenčić, Andrija Rusan, Tamara Zamelli)
- My Light - Dean Skira (koncept: Dean Skira, Tamara Zamelli, Tatjana Malnar Pocrnić)
- Arhitektonski vodič - Zagreb 1898. – 2010. (autor: Aleksander Laslo)
- Architectural Guide - Zagreb 1898 - 2010 (author: Aleksander Laslo)

## Vanjske poveznice
- Službena stranica časopisa
- Oris Hrvatska tehnička enciklopedija, portal hrvatske tehničke baštine. LZMK